# Elaeagnus triflora
Elaeagnus triflora là một loài thực vật có hoa trong họ Elaeagnaceae. Loài này được Roxb. mô tả khoa học đầu tiên năm 1820.